# Přírodní zdroj

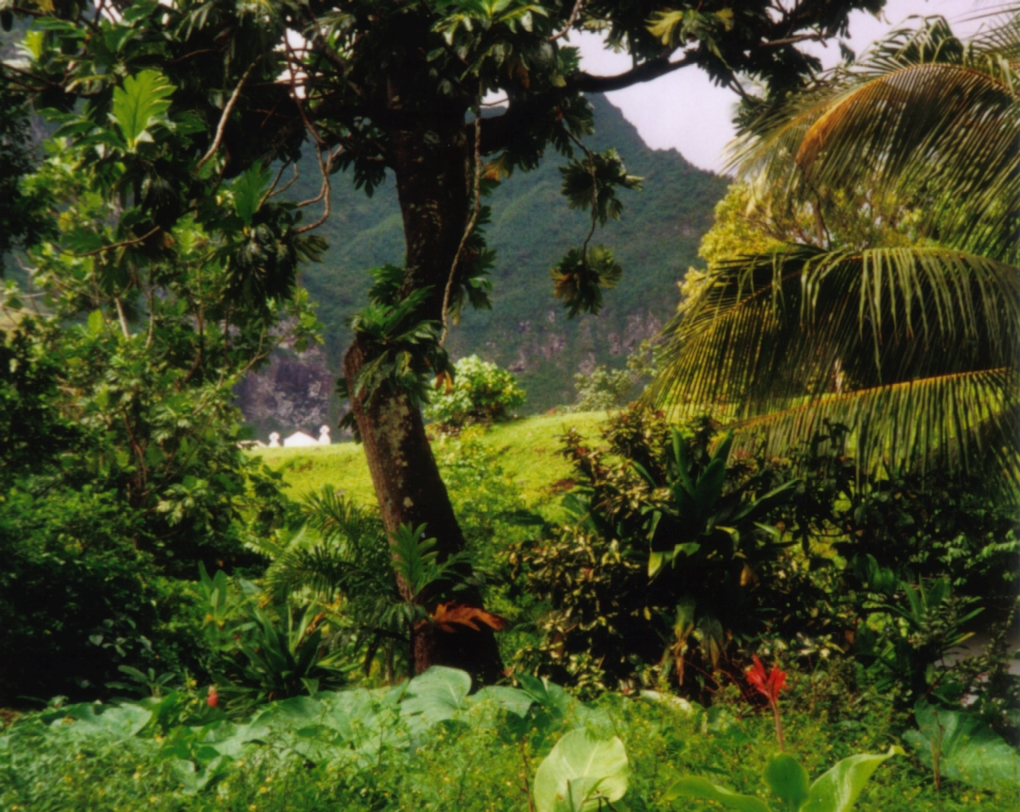
Deštný prales ve Fatu-Hiva na Markézách je příkladem nerušeného přírodního zdroje. Les poskytuje dřevo pro lidi, jídlo a přístřeší pro flóru a faunu. Živinný cyklus mezi organismy tvoří potravní řetězce a biologickou rozmanitost druhů.

Přírodní zdroj je druh environmentálního zdroje. Jedná se o ty environmentální zdroje, které buď již jsou využívány člověkem nebo budou moci být využívány v budoucnosti.

## Příklady
Do přírodních zdrojů v širším slova smyslu lze zahrnout:
- přírodní zdroje v užším smyslu, tedy takové statky, které člověk odebírá z přírody a přetváří je v různé produkty. Mohou z nich být získávány suroviny, paliva, energie nebo mohou být bezprostředně využívány jako spotřební předměty (jako např. pitná voda)
- přírodní procesy, tedy síly přírody, které společnost využívá jak ve výrobním procesu, tak i v nevýrobní sféře (např. sluneční záření, energie vodních toků, větrná energie, apod.)
- ostatní přírodní podmínky, kam patří například klimatické, tepelné, srážkové poměry, vegetace aj.

## Vztah k ekonomice
Pro ekonomiku jsou významné především přírodní zdroje, které jsou v současnosti či v budoucnosti využitelné ve výrobě či ve spotřebě. Ekonomie se zabývá především takovými přírodními zdroji, které existují v omezeném množství vzhledem k výrobním či spotřebním hodnotám a je potřeba s nimi hospodařit.
Velikost přírodního bohatství také ovlivňuje ekonomický a vědeckotechnický pokrok. Na jedné straně díky němu dochází ke spotřebovávání přírodních zdrojů a jejich omezenost, na druhé straně jsou nacházeny nové přírodní zdroje a způsoby jejich přetváření, čímž je omezenost neustále překonávána.
Ekonomicky vyspělé země, které ale tvoří menšinu světové populace, jsou zodpovědné za většinu spotřeby zdrojů.

## Rozdělení
Významným hlediskem pro klasifikaci přírodních zdrojů je hledisko reprodukovatelnosti. Podle tohoto hlediska dělíme přírodní zdroje na:
- obnovitelné
- neobnovitelné (vyčerpatelné)

Obnovitelné jsou ty zdroje, které umožňují určitou míru využívání, aniž se likviduje jejich zásoba. K jejich reprodukci přitom může docházet pouze působením přírodních procesů (např. reprodukce ryb v mořích a oceánech) nebo lze k jejich reprodukci přispívat vynakládáním práce a kapitálu (chov ryb v rybnících, řekách a jezerech).
Neobnovitelné jsou ty zdroje, které mají svůj kvantitativní limit. Jejich reprodukce je vzhledem k omezené časové dimenzi jednoho lidského života téměř nulová. Typickým příkladem jsou přírodní zdroje nerostného původu (např. ložisko hospodářsky využitelného nerostu – zlata, stříbra, mědi aj.).
Pozemky jsou přírodním zdrojem, který sice můžeme využívat po neomezenou dobu bez jeho technického opotřebení, ale nemůžeme jej reprodukovat.